# Agriocnemis merina
Agriocnemis merina là một loài chuồn chuồn kim trong họ Coenagrionidae.
Agriocnemis merina được Lieftinck miêu tả khoa học năm 1965.